# توسا میتسوئوکی
توسا میتسوئوکی ((به ژاپنی: 土佐 光起 Tosa Mitsuoki); ۲۱ نوامبر ۱۶۱۷ – ۱۴ نوامبر ۱۶۹۱) نقاش در زمینه هنر ژاپنی اهل ژاپن بود.